# Hiroko Kasahara
Pour les articles homonymes, voir Kasahara.
 (mai 2025).
Si vous disposez d'ouvrages ou d'articles de référence ou si vous connaissez des sites web de qualité traitant du thème abordé ici, merci de compléter l'article en donnant les références utiles à sa vérifiabilité et en les liant à la section « Notes et références ».
Hiroko Kasahara (笠原 弘子, Kasahara Hiroko) est une seiyū et chanteuse de J-pop japonaise née le 8 février 1970 à Tokyo au Japon.

## Biographie
Hiroko Kasahara a notamment chanté le générique de fin du jeu de rôle pour PlayStation 2 Shadow Hearts intitulé Ending Theme ~ Shadow Hearts et le générique de fin de Ever 17: The Out of Infinity intitulé Aqua Stripe.

## Filmographie

### Cinéma
- 1987 : Bubblegum Crisis : Cynthia
- 1989 : Little Nemo: Adventures in Slumberland : Princess Camille (Japanese version, voice)
- 1989 : Megazone 23 III : Ryo Narahara
- 1991 : Detonator Orgun : Kumi Jefferson
- 1995 : Armitage III : Armitage
- 1995 : DNA²: Dokokade nakushita aitsu no aitsu : Ami Kurimoto (voice)
- 1996 : The Special Duty Combat Unit Shinesman : Hitomi Kasahara (voice)
- 1997 : Rayearth : Fuu Hououji

### Télévision

#### Séries télévisées
- 1983 : Ginga hyôryû Baifamu : Kachua Pearson (voice)
- 1990 : Mahô no angel Sweet Mint : Mint (voice)
- 1991 : Oniisama e... : Nanako Misonô
- 1992 : Calimero et ses amis : Roshita
- 1992 : Chôjikû yôsai Macross II Lovers, Again : Ishtar
- 1993 : The Irresponsible Captain Tylor : Azalyn
- 1994 : DNA²: Dokokade nakushita aitsu no aitsu : Ami
- 1994 : Les chevaliers magiques du clair de terre : Fuu Hououji (voice)
- 1995 : Street Fighter II: V : Rinko
- 1998 : Knight Hunters: Weißkreuz : Sakura Tomoe (1998) (Japanese version, voice)
- 1999 : Serafimu kôru : Yukina Kurimoto
- 2001 : Knight Hunters: Weiß Kreuz : Sakura Tomoe (2001) (Japanese version, voice)
- 2004 : Get Ride! Amudoraibâ : Paf Shining (voice)
- 2007 : Master of Epic: The Animation Age
- 2008 : Hyakko : Oniyuri Kageyama
- 2008 : Vanpaia naito: Girutî : Senri's Mother